# Junior Eurovision Song Contest 2018
Der 16. Junior Eurovision Song Contest fand am 25. November 2018 in der belarussischen Hauptstadt Minsk, statt. Es war das zweite Mal nach 2010, dass Belarus Gastgeber war. Die belarussische Fernsehgesellschaft BTRC war für die Austragung des Wettbewerbs zuständig.
Polen gelang bei seiner fünften Teilnahme am Wettbewerb der erste Sieg bei einem Eurovision Song Contest überhaupt. Die erstmaligen Teilnehmer hatten unterschiedlich großen Erfolg: während Kasachstan Platz sechs erreichte, wurde Wales mit dem 20. Platz Letzter. Das nach 14 Jahren zurückkehrende Frankreich erreichte knapp vor Australien den zweiten Platz.

## Austragungsort
Bereits am 15. Oktober 2017 gab die EBU bekannt, dass der Junior Eurovision Song Contest 2018 in der belarussischen Hauptstadt Minsk stattfinden soll – und das, obwohl Russland den Wettbewerb 2017 später gewann.
Die EBU begründete die verfrühte Entscheidung damit, dass Minsk eine wohl sehr starke Bewerbung zur Ausrichtung eingereicht hätte. Außerdem stehe durch die frühe Entscheidung mehr Zeit zur Organisation des nächsten Wettbewerbs zur Verfügung.
Ausrichter des Contests war der belarussische Fernsehsender BTRC, der bereits 2010 den JESC ausrichtete.
Im November 2017 gab die EBU dann bekannt, dass die Minsk Arena Austragungsort des Wettbewerbs sein werde. Die Arena war bereits 2010 Austragungsort. Zudem gilt sie als einer der größten Austragungsorte in der Geschichte des JESC.
Für den nachfolgenden Wettbewerb wurde bekanntgegeben, dass wie bereits zwischen 2013 und 2017 der Sieger das Vorrecht auf die Austragung des nächsten JESC erhält.

## Teilnehmer

### Länder

Länder, die 2018 teilnahmen
Länder, die in der Vergangenheit teilgenommen haben, jedoch nicht 2018

Insgesamt 20 Länder nahmen 2018 teil, was einen Rekord seit Beginn des Junior Eurovision Song Contest 2003 darstellt. Noch nie zuvor nahmen gleichzeitig so viele Länder teil.
Wales und Kasachstan nahmen zum aller ersten Mal an einem Eurovision Song Contest teil, Wales trat 2017 allerdings schon bei „Eurovision Choir Of The Year“ an. Frankreich kehrte zum ersten Mal seit dem Debüt 2004 zurück, Aserbaidschan trat erstmals seit 2013 an. Obwohl eine Regel besagt, dass maximal 18 Länder teilnehmen dürfen, wurde diese Regelung für den ESC-Sieger 2018 aus Israel ausgesetzt, der nach einjähriger Pause zum dritten Mal teilnahm. Die Ukraine hatte zuvor bekanntgegeben, sich vom Wettbewerb aufgrund von finanziellen Schwierigkeiten zurückzuziehen, jedoch stand man dann schlussendlich doch auf der offiziellen Teilnehmerliste der EBU. Zypern sagte seine Teilnahme allerdings ohne Nennung von konkreten Gründen ab. Möglicherweise ist das Belegen des letzten Platzes im Vorjahr ein Grund.
Auf der Basis von Entscheidungen vom NDR  – der sich für Deutschlands Teilnahme am Eurovision Song Contest verantwortlich zeichnet – durfte Deutschland seit bestehen des Junior Eurovision Song Contest nicht an dem Wettbewerb teilnehmen.

### Nationale Vorentscheidungen
Mit folgenden Formaten wählten die 20 teilnehmenden Länder ihren jeweiligen Teilnehmer aus:
| Land           | Vorentscheid                              |
| -------------- | ----------------------------------------- |
| Albanien       | Junior Fest 2018                          |
| Armenien       | Depi Mankakan Evratesil 2018              |
| Aserbaidschan  | interne Auswahl                           |
| Australien     | interne Auswahl                           |
| Belarus        | Nationaler Vorentscheid                   |
| Frankreich     | interne Auswahl                           |
| Georgien       | Ranina 2018                               |
| Israel         | Nationaler Vorentscheid                   |
| Irland         | Junior Eurovision Éire 2018               |
| Italien        | interne Auswahl                           |
| Kasachstan     | Nationaler Vorentscheid                   |
| Malta          | Malta Junior Eurovision Song Contest 2018 |
| Niederlande    | Junior Songfestival 2018                  |
| Nordmazedonien | interne Auswahl                           |
| Polen          | interne Auswahl                           |
| Portugal       | Juniores de Portugal                      |
| Russland       | Nationaler Vorentscheid                   |
| Serbien        | interne Auswahl                           |
| Ukraine        | Nationaler Online-Vorentscheid            |
| Wales          | Chwilio am Seren                          |

## Finale
Das Finale fand am 25. November 2018 um 14 Uhr (MEZ) in der Minsk Arena in Minsk statt. Alle teilnehmenden Länder waren stimmberechtigt.
Nach der Juryabstimmung führten Australien, Malta und Georgien die Rangliste an. Der spätere Sieger Polen landete nur auf Platz sieben. Während der Zuschauerabstimmung konnte Australien den ersten Platz nicht halten und musste ihn an Polen abgeben. Polen erhielt von den Zuschauern 136 Punkte, sodass sich das Land mit einem zwölf Punkte Vorsprung vor Frankreich durchsetzen konnte.
| Platz | Startnr. | Land                | Interpret                               | Lied Musik (M) und Text (T) | Sprache                     | Übersetzung (inoffiziell)      | Punkte | Bild |
| ----- | -------- | ------------------- | --------------------------------------- | --- | --------------------------- | ------------------------------ | ------ | ---- |
| 01.   | 20       | Polen               | Roksana Węgiel                          | Anyone I Want To Be M: Maegan Cottone, Nathan Duvall, Cutfather, Peter Wallevik, Daniel Davidsen, Małgorzata Uściłowska, Patryk Kumór; T: Maegan Cottone, Nathan Duvall, Cutfather, Peter Wallevik, Daniel Davidsen | Polnisch, Englisch          | Jeder, der ich sein möchte     | 215    |      |
| 02.   | 15       | Frankreich          | Angélina                                | Jamais sans toi M/T: Fico, Comblat, Stawski, Age Ali | Französisch, Englisch       | Nie ohne dich                  | 203    |      |
| 03.   | 12       | Australien          | Jael                                    | Champion M/T: MSquared | Englisch                    | Sieger                         | 201    |      |
| 04.   | 01       | Ukraine             | Darina Krasnowetska Дарина Красновецька | Say Love M: Mikhailo Klimenko; T: Mikhailo Klimenko, Volodimir Scharikow, Darina Krasnowetska | Ukrainisch, Englisch        | Sag Liebe                      | 182    |      |
| 05.   | 19       | Malta               | Ela Mangion                             | Marchin’ On M: Emil Calleja Bayliss; T: Cyprian Cassar | Englisch                    | Weiter marschieren             | 181    |      |
| 06.   | 03       | Kasachstan          | Danelija Tuleschowa Данэлия Тулешова    | Ózińe sen (Өзіңе сен) M: Kamila Dairowa, Danelija Tuleschowa, Artjom Kuzmenkow; T: Iwan Lopukhow | Kasachisch, Englisch        | Du selbst                      | 171    |      |
| 07.   | 11       | Italien             | Melissa & Marco                         | What Is Love M: Mario Gardini, Fabrizio Palaferri, Marco Boni, Melissa Di Pasca; T: Franco Fasano, Marco Iardella                                                                                                   | Italienisch                 | Was ist Liebe?                 | 151    |      |
| 08.   | 13       | Georgien            | Tamar Edilaschwili თამარ ედილაშვილი     | Your Voice M: Aleksandre Lortkipanidse; T: Sopio Toroschelidse | Georgisch, Englisch         | Deine Stimme                   | 144    |      |
| 09.   | 17       | Armenien            | L.E.V.O.N.                              | L.E.V.O.N. M/T: Artem Valter | Armenisch                   | –                              | 125    |      |
| 10.   | 05       | Russland            | Anna Filipchuk Анна Филипчук            | Unbreakable M/T: Taras Demchuk | Russisch, Englisch          | Unbestreitbar                  | 122    |      |
| 11.   | 08       | Belarus (Gastgeber) | Daniel Yastremski Даниель Ястремский    | Time M: Roman Kolodko; T: Kirill Good | Russisch, Englisch          | Zeit                           | 114    |      |
| 12.   | 16       | Nordmazedonien      | Marija Spasovska Мария Спасовска        | Doma (Дома) M: Darko Dimitrov; T: Darko Dimitrov, Elena Risteska | Mazedonisch                 | Zuhause                        | 099    |      |
| 13.   | 06       | Niederlande         | Max & Anne                              | Samen M: Babette Labeij; T: Babette Labeij, Dimitri Veltkamp, Robin van Veen | Niederländisch, Englisch    | Zusammen                       | 091    |      |
| 14.   | 14       | Israel              | Noam Dadon נועם דדון                    | Children Like These M/T: Eden Hason | Hebräisch                   | Solche Kinder                  | 081    |      |
| 15.   | 09       | Irland              | Taylor Hynes                            | I.O.U. MT: Taylor Hynes, Niall Mooney; T: Jonas Gladnikoff, Niall Mooney | Irisch                      | –                              | 048    |      |
| 16.   | 07       | Aserbaidschan       | Fidan Hüseynowa                         | I Wanna Be Like You M: Ayten Ismikhanova, Elvira Michieva; T: Isa Melikov, Fidan Huseynova | Aserbaidschanisch, Englisch | Ich will wie du sein           | 047    |      |
| 17.   | 04       | Albanien            | Efi Gijka                               | Barby M: Hristina Gjika; T: Efthimia Gjika | Albanisch, Englisch         | Barbie                         | 044    |      |
| 18.   | 02       | Portugal            | Rita Laranjeira                         | Gosto de tudo (Já não gosto de nada) M/T: João Só | Portugiesisch               | Ich mag alles (und nicht mehr) | 042    |      |
| 19.   | 10       | Serbien             | Bojana Radovanović Бојана Радовановић   | Svet (Свет) M: Maria Marić Marković; T: Maria Marić Marković, Bojana Radovanović | Serbisch                    | Welt                           | 030    |      |
| 20.   | 18       | Wales               | Manw                                    | Perta M: Ywain Gwynedd, Ifan Siôn Davies, Richard James Hooson Roberts; T: Ywain Gwynedd | Walisisch                   | am schönsten                   | 029    |      |

### Punkteverteilung
In der folgenden Tabelle sind alle 20 Teilnehmer in der Startreihenfolge zeilenweise von oben nach unten sowie spaltenweise von links nach rechts aufgebaut, daneben befinden sich außerdem die Punkte, welche sich aus dem Online-Voting ergaben.
| Land           | Punkte | UA | PT | KZ | AL | RU | NL | AZ | BY | IE | RS | IT | AU | GE | IL | FR | MK | AM | WA | MT | PL | Online-Voting |
| -------------- | ------ | -- | -- | -- | -- | -- | -- | -- | -- | -- | -- | -- | -- | -- | -- | -- | -- | -- | -- | -- | -- | ------------- |
| Ukraine        | 182    | –  | 7  | 6  | 2  | 3  | 4  | 3  | 3  | 5  | 8  | 7  | –  | 10 | 8  | 5  | 10 | 2  | 5  | 4  | 12 | 78            |
| Portugal       | 42     | –  | –  | –  | –  | –  | –  | –  | –  | –  | –  | –  | –  | –  | –  | –  | –  | –  | –  | –  | –  | 42            |
| Kasachstan     | 171    | 5  | –  | –  | 4  | 7  | 5  | 8  | 6  | 4  | 5  | –  | –  | 6  | –  | –  | 8  | 4  | –  | 6  | –  | 103           |
| Albanien       | 44     | –  | –  | –  | –  | –  | –  | 1  | –  | 1  | –  | –  | –  | –  | –  | –  | 1  | –  | 2  | 5  | –  | 34            |
| Russland       | 122    | –  | 1  | 4  | –  | –  | 3  | 12 | 2  | –  | –  | –  | 8  | –  | 5  | –  | –  | 10 | 7  | 2  | 6  | 62            |
| Niederlande    | 91     | 1  | –  | –  | –  | 2  | –  | –  | –  | –  | 1  | –  | 3  | 2  | 3  | 4  | –  | 6  | 1  | –  | –  | 68            |
| Aserbaidschan  | 47     | –  | –  | –  | 6  | –  | –  | –  | –  | 3  | –  | 4  | –  | –  | –  | –  | –  | –  | 3  | 1  | –  | 30            |
| Belarus        | 114    | –  | 10 | 2  | –  | –  | 8  | 10 | –  | 2  | –  | 5  | 1  | 1  | –  | –  | –  | 12 | –  | 10 | –  | 53            |
| Irland         | 48     | –  | –  | –  | –  | –  | –  | –  | –  | –  | –  | –  | –  | 3  | –  | 1  | –  | –  | –  | –  | 8  | 36            |
| Serbien        | 30     | –  | –  | –  | –  | –  | –  | –  | –  | –  | –  | –  | –  | –  | –  | –  | 2  | –  | –  | –  | –  | 28            |
| Italien        | 151    | 6  | 4  | 10 | –  | –  | –  | 4  | 7  | 10 | 6  | –  | 7  | 7  | 7  | 3  | 12 | –  | –  | 8  | 3  | 57            |
| Australien     | 201    | 12 | 12 | 3  | 7  | 10 | 12 | 6  | 12 | 7  | 3  | 12 | –  | 8  | 2  | 6  | 7  | 7  | 12 | –  | 10 | 53            |
| Georgien       | 144    | 7  | 2  | 5  | –  | 12 | 2  | 2  | –  | 12 | 2  | 10 | 5  | –  | 12 | 10 | 5  | 8  | 10 | –  | 1  | 39            |
| Israel         | 81     | 4  | 3  | 7  | 1  | 5  | 1  | –  | –  | –  | –  | 6  | –  | –  | –  | 2  | –  | –  | –  | 3  | 2  | 47            |
| Frankreich     | 203    | –  | 5  | –  | 12 | 6  | 7  | 7  | 8  | 6  | 7  | –  | 4  | 4  | 1  | –  | 6  | 1  | –  | 12 | –  | 117           |
| Nordmazedonien | 99     | 2  | –  | 12 | 10 | 1  | –  | –  | 1  | –  | 12 | 1  | 2  | –  | –  | 7  | –  | 5  | 4  | –  | 7  | 35            |
| Armenien       | 125    | 3  | 6  | –  | 3  | –  | 6  | –  | 5  | –  | –  | 3  | 6  | –  | 4  | 8  | –  | –  | –  | 7  | 4  | 70            |
| Wales          | 29     | –  | –  | –  | –  | –  | –  | –  | –  | –  | –  | –  | –  | –  | –  | –  | –  | –  | –  | –  | –  | 29            |
| Malta          | 181    | 10 | 8  | 8  | 5  | 8  | 10 | 5  | 10 | 8  | 4  | 8  | 12 | 12 | 10 | –  | 4  | 3  | 8  | –  | 5  | 43            |
| Polen          | 215    | 8  | –  | 1  | 8  | 4  | –  | –  | 4  | –  | 10 | 2  | 10 | 5  | 6  | 12 | 3  | –  | 6  | –  | –  | 136           |

### Statistik der Zwölf-Punkte-Vergabe (Jury)
| Anzahl | Land           | erhalten von                                            |
| ------ | -------------- | ------------------------------------------------------- |
| 6      | Australien     | Italien, Niederlande, Portugal, Ukraine, Wales, Belarus |
| 3      | Georgien       | Irland, Israel, Russland                                |
| 2      | Frankreich     | Albanien, Malta                                         |
| 2      | Nordmazedonien | Kasachstan, Serbien                                     |
| 2      | Malta          | Australien, Georgien                                    |
| 1      | Italien        | Mazedonien                                              |
| 1      | Polen          | Frankreich                                              |
| 1      | Russland       | Aserbaidschan                                           |
| 1      | Ukraine        | Polen                                                   |
| 1      | Belarus        | Armenien                                                |

### Jury- und Onlinevoting
|     | Juryvoting     | Punkte | Onlinevoting   | Punkte |
| --- | -------------- | ------ | -------------- | ------ |
| 1.  | Australien     | 148    | Polen          | 136    |
| 2.  | Malta          | 138    | Frankreich     | 117    |
| 3.  | Georgien       | 105    | Kasachstan     | 103    |
| 4.  | Ukraine        | 104    | Ukraine        | 78     |
| 5.  | Italien        | 94     | Armenien       | 70     |
| 6.  | Frankreich     | 86     | Niederlande    | 68     |
| 7.  | Polen          | 79     | Russland       | 62     |
| 8.  | Kasachstan     | 68     | Italien        | 57     |
| 9.  | Nordmazedonien | 64     | Australien     | 53     |
| 10. | Belarus        | 61     | Belarus        | 53     |
| 11. | Russland       | 60     | Israel         | 47     |
| 12. | Armenien       | 55     | Malta          | 43     |
| 13. | Israel         | 34     | Portugal       | 42     |
| 14. | Niederlande    | 23     | Georgien       | 39     |
| 15. | Aserbaidschan  | 17     | Irland         | 36     |
| 16. | Irland         | 12     | Nordmazedonien | 35     |
| 17. | Albanien       | 10     | Albanien       | 34     |
| 18. | Serbien        | 2      | Aserbaidschan  | 30     |
| 19. | Portugal       | 0      | Wales          | 29     |
| 20. | Wales          | 0      | Serbien        | 28     |

### Punktesprecher
Die Punktesprecher geben die Ergebnisse der Juryabstimmung ihrer Länder bekannt. Folgende Reihenfolge wurde durch die EBU festgelegt.
| Nr. | Land           | Punktesprecher                  | Anmerkungen                                                             |
| --- | -------------- | ------------------------------- | ----------------------------------------------------------------------- |
| 01  | Ukraine        | Anastasiya Baginska             | Teilnehmerin für die Ukraine 2017                                       |
| 02  | Portugal       | Nadezhda Sidorova               |                                                                         |
| 03  | Kasachstan     | Aruzhan Hafiz                   |                                                                         |
| 04  | Albanien       | Daniil Lazuko                   |                                                                         |
| 05  | Russland       | Khryusha                        |                                                                         |
| 06  | Niederlande    | Vincent Miranovich              |                                                                         |
| 07  | Aserbaidschan  | Valeh Huseynbeyli               |                                                                         |
| 08  | Belarus        | Arina Rovba                     |                                                                         |
| 09  | Irland         | Alex Hynes                      |                                                                         |
| 10  | Serbien        | Lana Karić                      |                                                                         |
| 11  | Italien        | Yan Musvidas                    |                                                                         |
| 12  | Australien     | Ksenia Galetskaya               |                                                                         |
| 13  | Georgien       | Nikoloz Vasadze                 | Teilnehmer der georgischen Vorentscheidung Ranina 2018                  |
| 14  | Israel         | Adi                             |                                                                         |
| 15  | Frankreich     | Daniil Rotenko & Lubava Marchuk |                                                                         |
| 16  | Nordmazedonien | Arina Pekhtereva                | Teilnehmerin an der belarussischen Vorentscheidung Eurabatschanne 2017  |
| 17  | Armenien       | Vardan Margaryan                | Teilnehmer der armenischen Vorentscheidung Depi Mankakan Evratesil 2018 |
| 18  | Wales          | Gwen                            |                                                                         |
| 19  | Malta          | Milana Borodko                  |                                                                         |
| 20  | Polen          | Grace                           |                                                                         |

## Absagen

### Absagen und damit keine Rückkehr zum JESC
| Land                   | Grund und Bemerkung | letztmalige Teilnahme |
| ---------------------- | --- | --------------------- |
| Bulgarien              | Am 19. Mai 2018 gab der bulgarische Rundfunk BNT bekannt, dass man auch 2018 nicht plane, am Wettbewerb teilzunehmen.                                                  | 2016                  |
| Lettland               | Am 23. Juli 2018 wurde bekannt gegeben, dass Lettland nicht zum JESC zurückkehren wird.                                                                                | 2011                  |
| Litauen                | Am 28. Februar 2018 erklärte der litauische Rundfunk LRT, dass man auch in naher Zukunft nicht plane, zum Wettbewerb zurückzukehren.                                   | 2011                  |
| Moldau                 | TVM gab am 11. Juni 2018 bekannt, dass auch Moldau 2018 nicht zum Wettbewerb zurückkehren wird. Grund hierfür sind vorwiegend finanzielle Gründe.                      | 2013                  |
| Norwegen               | Norwegen wird auch 2018 nicht zum Wettbewerb zurückkehren. Dies bestätigte der norwegische Rundfunk NRK am 1. Juni 2018.                                               | 2005                  |
| Rumänien               | Der rumänische Rundfunk TVR schloss eine Teilnahme für 2018 aus. | 2009                  |
| San Marino             | SMTV hat 2018 nicht vor mit San Marino zum JESC zurückzukehren. Man blieb dem Wettbewerb bereits den letzten vier Jahren fern.                                         | 2016                  |
| Schweden               | Am 21. Mai 2018 gab der schwedische Sender SVT bekannt, auch 2018 nicht zurückzukehren. Seit 2015 zieht man sich vom Wettbewerb zurück.                                | 2014                  |
| Schweiz                | Am 28. Mai 2018 gab auch der Schweizer Sender RSI bekannt, nicht am JESC 2018 teilnehmen zu wollen.                                                                    | 2004                  |
| Slowenien              | Am 23. Mai 2018 gab der slowenische Sender RTVSLO bekannt, nicht am JESC 2018 teilnehmen zu wollen.                                                                    | 2015                  |
| Spanien                | Die Teilnahme für den diesjährigen JESC wurde nicht bestätigt, aber eine Rückkehr in den nächsten Jahren sei nicht ausgeschlossen.                                     | 2006                  |
| Vereinigtes Königreich | Am 4. April 2018 gab die BBC bekannt, auch 2018 nicht am Wettbewerb teilnehmen zu wollen. Zudem nahm man auch nicht an Konferenzen bezüglich des JESC teil.            | 2005                  |
| Zypern                 | Am 11. Juni 2018 gab der zypriotische Fernsehsender PIK bekannt, dass man 2018 nicht teilnehmen werde. Ein konkreter Grund bezüglich des Rückzugs wurde nicht genannt. | 2017                  |

### Absagen und damit kein Debüt beim JESC
| Land        | Grund und Bemerkung |
| ----------- | --- |
| Deutschland | Am 23. Mai 2018 gab der Norddeutsche Rundfunk bekannt, dass Deutschland nicht am Junior Eurovision Song Contest 2018 teilnehmen werde. |
| Finnland    | Am 25. Mai 2018 gab der finnische Sender YLE bekannt, nicht beim JESC zu debütieren.                                                   |
| Ungarn      | MTVA schloss am 22. Juli 2018 ein Debüt Ungarns am JESC aus.                                                                           |

## Übertragung

### Fernsehübertragung
| Land                | Sender                              | Moderation/Kommentar                           |
| Teilnehmende Länder | Teilnehmende Länder                 | Teilnehmende Länder                            |
| ------------------- | ----------------------------------- | ---------------------------------------------- |
| Albanien            | RTSH 1                              | Andri Xhahu                                    |
| Armenien            | ARMTV                               | N.N.                                           |
| Australien          | ABC Me                              | Grace Koh, Pip Rasmussen & Lawrence Gunatilaka |
| Aserbaidschan       | İTV                                 | Shafiga Efendiyeva                             |
| Frankreich          | France 2                            | Madame Monsieur & Stéphane Bern                |
| Georgien            | SSM                                 | Helen Kalandadze & George Abashidze            |
| Irland              | TG4                                 | Mícheál Ó Ciarradh & Sinéad Ní Uallacháin      |
| Israel              | Kan 11, Kan Educational             | Dudu Erez & Alma Zohar                         |
| Italien             | Rai Gulp                            | Federica Carta & Mario Acampa                  |
| Kasachstan          | Khabar                              | N.N.                                           |
| Malta               | TVM                                 | N.N.                                           |
| Niederlande         | NPO Zapp                            | Jan Smit                                       |
| Nordmazedonien      | MRT 1                               | Eli Tanaskovska                                |
| Polen               | TVP ABC, TVP Polonia, TVP HD        | Artur Orzech                                   |
| Portugal            | RTP1, RTP Internacional, RTP África | Nuno Galopim                                   |
| Russland            | Carousel                            | Anton Zorkin                                   |
| Serbien             | RTS2, RTS SAT                       | Tamara Petković                                |
| Ukraine             | UA:Perschyj, UA:Crimea, UA:Kultura  | Timur Miroschnytschenko                        |
| Wales               | S4C                                 | Trystan Ellis-Morris (Walisisch)               |
| Wales               | S4C                                 | Stifyn Parri (Englisch)                        |

### Radioübertragung
| Land                      | Sender                            | Moderation/Kommentar                         |
| Nicht teilnehmende Länder | Nicht teilnehmende Länder         | Nicht teilnehmende Länder                    |
| ------------------------- | --------------------------------- | -------------------------------------------- |
| Neuseeland                | World FM 88.2                     | Ewan Spence, Sharleen Wright & Ben Robertson |
| Vereinigtes Königreich    | Radio Six International, Fun Kids | Ewan Spence, Sharleen Wright & Ben Robertson |